# بلک‌ادر سوم
بلک‌ادر سوم (انگلیسی: Blackadder the Third) یک کمدی موقعیت بریتانیایی به نویسندگی ریچارد کرتیس و بن التون است که در سال ۱۹۸۷ میلادی منتشر شد.
داستان این مجموعه در دوره جرج و پادشاهی او می‌گذرد و شخصیت اصلی آن یعنی «ادموند بلک‌ادر» در نقش ملازم و خدمتکار «شاهزاده ریجنت» ظاهر می‌شود.